# Calypsina changeuxi
Calypsina changeuxi is een eenoogkreeftjessoort uit de familie van de Synapticolidae. De wetenschappelijke naam van de soort is voor het eerst geldig gepubliceerd in 1972 door Stock & Kleeton.